# Kazuhiro Mori (futbolista)
Kazuhiro Mori (森 一紘 Mori Kazuhiro?, nacido el 17 de abril de 1981 en Osaka) es un exfutbolista japonés. Jugaba de centrocampista y su último club fue el Banditonce Kobe de Japón.

## Trayectoria

### Clubes
| Club            | País  | Año         |
| --------------- | ----- | ----------- |
| Vissel Kobe     | Japón | 2000 - 2004 |
| Rosso Kumamoto  | Japón | 2005 - 2006 |
| Banditonce Kobe | Japón | 2007        |